# Stephen Selwyn Harding
Stephen Selwyn Harding (ur. 28 lutego 1808, zm. 12 lutego 1891) – amerykański polityk, czwarty gubernator Terytorium Utah w latach 1862–1863. Należał do Partii Liberalnej. W latach 1863–1865, przewodniczący Sądu Najwyższego Kolorado (Terytorium Kolorado). Żarliwy abolicjonista.

## Młodość
Urodził się w Palmyrze w hrabstwie Wayne stanu Nowy Jork jako najstarszy syn Abigail i Davida Harding. W 1820 roku przeprowadzili się do hrabstwa Ripley w Indianie. Studiował sądownictwo w biurze Williama R. Morrisa w Brookville. Od 17 marca 1828 r. mógł odbywać praktyki. Otworzył własne biuro w Richmond. Zamknął po sześciu miesiącach i założył nowe w Versailles. Ożenił się 31 października 1830 r. z Avoline Sprout. Mieli dziesięcioro dzieci.

## Kariera polityczna
W 1842 bezskutecznie kandydował na stanowisko zastępcy gubernatora Indiany. Także w 1846 w wyborach na gubernatora. W 1862 roku prezydent Abraham Lincoln mianował Hardinga czwartym gubernatorem Terytorium Utah. Próbował uspokoić napięte stosunki władz z mormońskim społeczeństwem. Jednak wkrótce stanął w opozycji do zwolenników kościoła i zaczął praktykować tolerowaną w tym regionie poligamię. Skończyło się to pomyślną petycją o jego zdymisjonowanie, co nastąpiło w rok po objęciu stanowiska.
Zaproponowano mu stanowisko konsula Stanów Zjednoczonych w Valparaiso w Chile. Harding zdecydował się na Sąd Najwyższy Kolorado. W 1865 roku stracił tę pracę, gdyż uznano go za niemoralnego i niekompetetnego. Zmarł w Milan w hrabstwie Ripley stanu Indiana. Pochowany na Old Milan Cemetery.